# Champions League Twenty20
La Champions League Twenty20 (chiamata anche CLT20), è il massimo torneo mondiale per club di Twenty20 cricket. La competizione si tiene ogni anno dal 2008 nel periodo di settembre/ottobre.

## Storia
L'idea di un torneo internazionale per club di T20 cricket si era già concretizzata con la creazione dell'International 20:20 Club Championship nel 2005. Quel torneo fu funestato da vari problemi e non ebbe particolare successo, tuttavia l'idea piacque agli appassionati, alla stampa e perfino ai giocatori.
Il 13 settembre 2007 le federazioni di India, Inghilterra, Australia e Sudafrica annunciarono di aver raggiunto un accordo per la realizzazione di un torneo nell'ottobre 2008 con due squadre da ogni federazione, ovvero le finaliste dei rispettivi campionati nazionali. Presto però sorsero i problemi in quanto la federazione indiana decise di bandire dal torneo i giocatori che partecipavano o avevano partecipato anche alla Indian Cricket League, un campionato nazionale privato organizzato dal gruppo mediatico Zee Entertainment Enterprises e non riconosciuto dalla federazione. Questo portò alle proteste del England and Wales Cricket Board ma alla fine si raggiunse un accordo secondo cui avrebbe partecipato solo un team inglese ed il secondo spazio sarebbe stato occupato da una squadra pakistana. I problemi continuarono quando l'ICC obiettò che le date de torneo si sovrapponevano a quelle dell'ICC Champions Trophy e pertanto il torneo fu spostato a dicembre ed infine definitivamente rimandato all'anno seguente quando la città di Mumbai fu oggetto di un grave attentato.
Nel corso degli anni i vari posti per le qualificazioni sono variati con l'uscita di alcune nazioni (Inghilterra) e l'ingresso di altre (Nuova Zelanda, Sri Lanka e Indie Occidentali Britanniche)

## Formula
Al torneo prendono parte complessivamente 12 squadre, di cui però solo 10 accedono alla fase finale. Queste squadre ottengono il diritto a partecipare in base al risultato ottenuto nei vari campionati nazionali di Twenty20 dei paesi membri. I campionati di provenienza non sono tutti uguali in quanto i più prestigiosi qualificano un numero maggiore di squadre.
Le squadre classificate si dividono in due gruppi:
- 8 squadre vengono ammesse direttamente alla fase finale del torneo.
- 4 squadre vengono ammesse ad un torneo preliminare per gli ultimi due posti disponibili.

Il torneo inizia con il preliminare in cui le quattro squadre si affrontano in un girone all'italiana con partite di sola andata. Le prime due classificate del preliminare vengono inserite nei due gruppi del tabellone principale della prima fase (una per ogni gruppo). La fase a gironi è composta da due gruppi di cinque squadre ciascuno, ogni squadra affronta tutte le altre in partite di sola andata. Le prime due qualificate accedono alla fase ad eliminazione diretta composta da semifinali incrociate (A1/B2 e A2/B1) e finale in cui si assegna il titolo. Non è prevista la finale per il terzo posto.

## Squadre partecipanti
- Qualificati direttamente alla fase finale:
  - Le prime tre classificate della Indian Premier League indiana
  - Le prime due classificate della Big Bash League australiana (fino al 2011 le prime due classificate del KFC Twenty20 Big Bash)
  - Le prime due classificate del MiWay T20 Challenge sudafricana
  - La vincitrice della Caribbean Premier League
- Qualificati al preliminare:
  - Il vincitore del Georgie Pie Super Smash neozelandese
  - Il vincitore della Haier T20 Cup pakistana
  - Il vincitore della Sri Lanka Premier League
  - Il quarto classificato della Indian Premier League indiana

## Albo d'oro
| Anno          | Organizzatore | Finale                                                | Finale                                                     | Finale                                                     | Finale                                                     | Squadre | Squadre | Rif         |
| Anno          | Organizzatore | Stadio                                                | Vincitore                                                  | Risultato                                                  | FInalista                                                  | Grp     | Tot     | Rif         |
| ------------- | ------------- | ----------------------------------------------------- | ---------------------------------------------------------- | ---------------------------------------------------------- | ---------------------------------------------------------- | ------- | ------- | ----------- |
| 2008 Dettagli | India         | MA Chidambaram Stadium, Chennai                       | Cancellato per gli attentati del 26 novembre 2008 a Mumbai | Cancellato per gli attentati del 26 novembre 2008 a Mumbai | Cancellato per gli attentati del 26 novembre 2008 a Mumbai | 8       | 8       | [ 1 ]       |
| 2009 Dettagli | India         | Rajiv Gandhi International Cricket Stadium, Hyderabad | New South Wales Blues 159 / 9 (20 overs)                   | Vince di 41 runs Referto                                   | Trinidad e Tobago 118 all out (15.5 overs)                 | 12      | 12      | [ 2 ] [ 3 ] |
| 2010 Dettagli | Sudafrica     | New Wanderers Stadium, Johannesburg                   | Chennai Super Kings 132 / 2 (19 overs)                     | Vince di 8 wickets Referto                                 | Warriors 128 / 6 (20 overs)                                | 10      | 10      | [ 4 ] [ 5 ] |
| 2011 Dettagli | India         | MA Chidambaram Stadium, Chennai                       | Mumbai Indians 139 all out (20 overs)                      | Vince di 31 runs Referto                                   | Royal Challengers Bangalore 108 all out (19.2 overs)       | 10      | 13      | [ 6 ] [ 7 ] |
| 2012 Dettagli | Sudafrica     | New Wanderers Stadium, Johannesburg                   | Sydney Sixers 124 / 0 (12.3 overs)                         | Vince di 10 wickets Referto                                | Highveld Lions 121 all out (20 overs)                      | 10      | 14      | [ 8 ]       |
| 2013 Dettagli | India         | Feroz Shah Kotla, New Delhi                           | Mumbai Indians 202 / 6 (20 overs)                          | Vince di 33 runs Referto                                   | Rajasthan Royals 169 all out (18.5 overs)                  | 10      | 12      | [ 9 ]       |
| 2014 Dettagli | India         | M. Chinnaswamy Stadium, Bangalore                     | Chennai Super Kings 185 / 2 (18.3 overs)                   | Vince di 8 wickets Referto                                 | Kolkata Knight Riders 180 / 6 (20 overs)                   | 10      | 12      | [ 10 ]      |